# Fleinvær (archipel)

Fleinvær est un groupe d'îles de la commune de Gildeskål , en mer de Norvège dans le comté de Nordland en Norvège.

## Description
L'archipel se situe à environ 25 km au sud-ouest de Bodø. L'archipel se compose d'environ 230 petites îles basses, îlots et récifs. La pêche est la principale activité de l'île. Il existe une liaison régulière par bateau avec Bodø, Bliksvær, Sør-Arnøya et Sandhornøya. Il y a peu de résidents permanents mais en été de nombreuses personnes viennent dans leurs maisons de vacances. 
Des fouilles archéologiques montrent que Fleinvær est habité depuis le VIIIe siècle. La plupart des bâtiments sont situés sur les îles centrales de Mevær et Sørvær, avec des bâtiments dispersés sur les îles qui les entourent.